# Knud Jorck
Axel Knud Valdemar Jorck (30. juni 1877 i København – 8. november 1937 sammesteds) var en dansk overretssagfører og fondsstifter.
Knud Jorck var søn af grosserer Reinholdt W. Jorck og bror til George Jorck. Han blev 1896 student fra Mariboes Skole, 1902 cand. jur. og samme år byfogedfuldmægtig i Ribe. 1904-05 var han fuldmægtig hos overretssagfører Niels Petersen, 1905 hos overretssagfører Otto Prior, fra 1907 hos overretssagfører E. Søborg og blev 1907 overretssagfører i København, hvor han praktiserede til sin død tredive år senere.
Ved testamente af 4. april 1936 oprettede han Reinholdt W. Jorck og Hustrus Fond på 4 mio. kr. (i datidens mønt) til minde om stifterens forældre, grosserer Reinholdt W. Jorck og hustru Vilhelmine, f. Bøy.
Han blev gift 15. april 1913 med Helga Mary Clothilde Helene Nielsen (24. april 1880 i Gentofte – 29. februar 1947 på Frederiksberg), datter af grosserer Johan Vilhelm Nielsen og hustru Kirstine Marie Høisager.